# Lainbach (Isar, Arzbach)
Der Lainbach ist ein linker Zufluss der Isar in Oberbayern.
Der Lainbach entsteht aus zahlreichen Gräben in der Nähe der Rothenalm. Er fließt im gesamten Verlauf in weitgehend östlicher Richtung und mündet in der Ortschaft Arzbach der Gemeinde Wackersberg in die Isar.